# To Love-Ru
To Love-Ru (To LOVEる -とらぶる- To LOVEru -Toraburu-?) es una serie manga escrita por Saki Hasemi, e ilustrada por Kentaro Yabuki, quien, por ser creador también de Black Cat, tuvo el derecho de reintroducir algunos personajes de la misma. Se publicó semanalmente en la revista Shūkan Shonen Jump del 24 de abril de 2006 al 20 de agosto de 2009. Se realizó un CD Drama a inicios de 2008. Fue adaptado a un anime de 26 episodios, estrenándose el 3 de abril de 2008 al 25 de septiembre del mismo año. Un juego para las consolas portátiles PSP y Nintendo DS fue lanzado en el verano del 2008.
La revista Shōnen Jump incluyó en el tomo 13 del manga un DVD que contenía una OVA que fue lanzado el 3 de abril de 2009, esta fue la primera de 6 OVA's anunciadas. En última instancia, el manga fue cancelado en el capítulo 162, debido a asuntos personales por parte de Kentaro Yabuki. Se estrenó una segunda temporada del anime titulada Motto To Love-Ru (Más To Love-Ru) el 5 de octubre de 2010, la cual son historias adaptadas completamente del manga. El 4 de octubre de 2010 la Jump Square comenzó a publicar una continuación del manga con el nombre de To Love-Ru Darkness. En el año 2015 fue lanzada la segunda temporada titulada "To Love-Ru Darkness 2nd" como la continuación de  "To Love-Ru Darkness".

## Argumento
La historia se desarrolla alrededor de Rito Yūki, un estudiante de preparatoria que está profundamente enamorado de Haruna Sairenji desde la secundaria y a quien no puede expresar sus sentimientos.  Mientras tomaba un baño tras regresar de clases, una chica desnuda se aparece frente a él, ella se presenta como Lala, una alienígena que proviene del planeta Deviluke, donde es la heredera al trono. Su padre la busca para que regrese allí y continúe con sus audiencias para buscar a la persona con quien contraerá matrimonio y será el rey del universo, algo que ella no desea hacer, por lo que huyó a la Tierra.
Al día siguiente, mientras Rito se dirigía a la escuela, se encuentra con Haruna y declara sus sentimientos a ella, con la mala suerte de que Lala desciende del cielo colocándose frente al mismo aceptando la proposición. Haruna al ver esto lo malinterpreta y cree que Rito efectivamente se confesó a Lala. Desde ese momento Rito deberá defenderse de los pretendientes extraterrestres y del padre de Lala, ya que de no aceptar a su hija después de declararle sus sentimientos (aunque fue a la persona equivocada), destruirá el planeta. Más adelante en la historia sus sentimientos se vuelven más confusos ya que sigue enamorado de Haruna pero también ha comenzado a sentir afecto por Lala la alienígena.

## Personajes
Rito Yūki (結城 梨斗 Yūki Rito?)
Seiyū: Akeno Watanabe

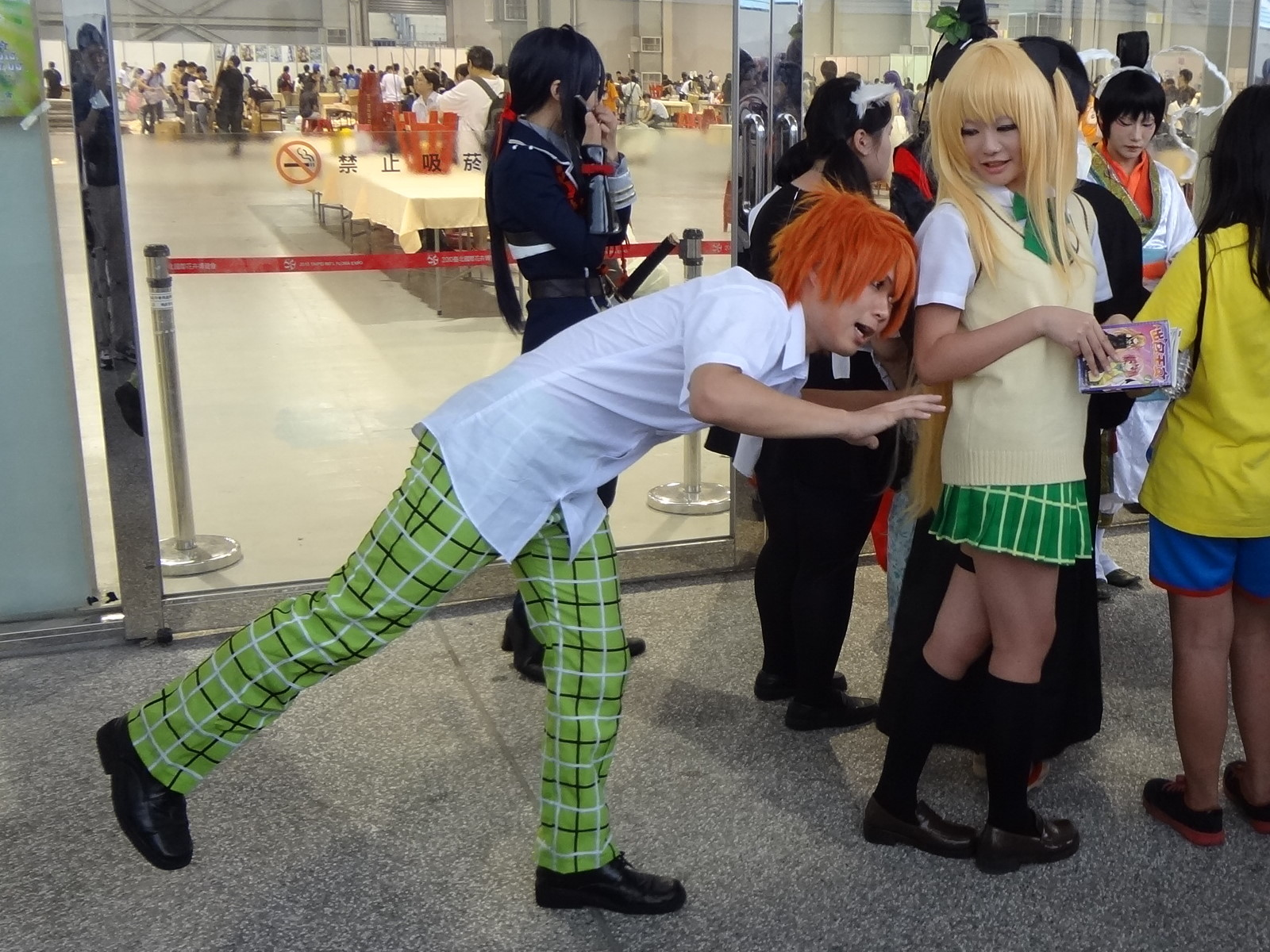
Cosplay de Rito Yuuki y Yami.

Un estudiante de 15 años quien está enamorado perdidamente de su compañera de clases, Haruna Sairenji. Su padre es un mangaka y no suele estar mucho en su casa, al igual que su madre, que es una diseñadora de modas y representante de modelos. Debido a ello, vive solo con su hermana menor, Mikan. Es una persona muy tímida, quien ha fracasado en cada intento de confesarle sus sentimientos a
Haruna. Un día cualquiera, mientras se tomaba un baño, una chica desnuda aparece dentro de la bañera, descubriendo que ella es una alienígena procedente del planeta Deviluke llamada Lala. Tras una serie de malentendidos, Rito terminará comprometiéndose con ella, para luego casarse, de lo contrario, el planeta Tierra será destruido por el padre de ella.
Lala Satalin Deviluke (ララ・サタリン・デビルーク Rara Satarin Debirūku?)
Seiyū: Haruka Tomatsu
Lala es la princesa de Deviluke, hija de Gid Lucione. Lala huyó a la Tierra tras enterarse de que su padre quería hacerle un matrimonio arreglado, para ello, debía mantener contacto con un gran grupo de pretendientes. Al llegar a la Tierra, incidentalmente termina en la casa de Rito. Mientras se encuentra allí, es sorprendida por sus perseguidores; y Rito, que desconocía la situación, decide ayudarla. Luego de una corta discusión, se revela que sus perseguidores eran sirvientes de Lala, quienes tenían por encargo llevarla de regreso a Deviluke. Al principio ella fingía amar a Rito para evitar ser llevada, pero luego terminaría enamorándose de él de forma verdadera. Lala no es tímida con nadie (excepto en un capítulo donde contrae una enfermedad que la hizo volverse extremadamente tímida), al punto en que no se preocupa por aparecer desnuda delante de Rito —algo que sucede al menos una vez por episodio en el anime—. Como toda la gente de Deviluke, ella tiene capacidades físicas más desarrolladas que las de un ser humano y también tiene una cola distintiva. Su cola es tan sensible que si alguien la agarra con fuerza, ella queda sometida. Debido a su personalidad, Lala no se asusta fácilmente. Después del alboroto de la piscina en los últimos capítulos del manga y el final de la segunda temporada Rito se confiesa a Lala diciendo que la ama. En To Love-Ru Darkness Lala tiene un papel secundario ya que la historia parece estar más enfocada en Nana, Momo, Mea y Yami.
Haruna Sairenji (西連寺 春菜 Sairenji Haruna?)
Seiyū: Sayuri Yahagi
Compañera de clase Rito y la chica de quien está enamorado, y viceversa. Ella vive con su hermana mayor en un apartamento y siente temor a cosas paranormales. Participa en el club de tenis y es la delegada de la clase. Siempre ha querido confesarle sus sentimientos a Rito pero no lo hacía al principio por su extrema timidez y luego porque teme que si lo hace su amistad con Lala terminaría.
Nana Astar Deviluke (ナナ・アスタ・デビルーク Nana Asuta Debirūku?) y Momo Velia Deviluke (モモ・ベリア・デビルーク Momo Veria Debirūku?)
Seiyū: Kanae Itō (Nana) y Aki Toyosaki (Momo)
Nana y Momo son las hermanas gemelas menores de Lala quienes aparecieron por primera vez en el capítulo 97. Ellas atraparon a Rito y las chicas en un mundo virtual en donde eran protagonistas de un juego de rol. Este, era una prueba para conocer los verdaderos sentimientos de Rito hacia Lala. Momo parece ser más traviesa mientras que Nana, más calmada.
Nana posee una habilidad especial, la de comprender el corazón de los animales, gracias a esto, se da cuenta de los sentimientos que tiene Haruna hacia Rito luego de una conversación con el perro de Haruna, mientras que Momo posee la habilidad de comprender el corazón de las plantas lo cual la lleva a sentir atracción por Rito y su bondadoso corazón. Nana en la 5.ª ova fue salvada por Rito y ella en la noche quiere acostarse en su cama (la cama de Rito) por haberla salvado, pero se encuentra con Lala y Momo acostadas con Rito. En To Love-Ru Darkness, Momo está obsesionada en crear un harén para Rito en el que participen todas las demás chicas, también se muestra mucho más apegada a Rito, llegando al punto de desnudarse frente a él para lograr sus intenciones.
Konjiki no Yami (金色の闇?) / Eve (イブ Ibu?)
Seiyū: Misato Fukuen
Llamada Yami-chan por Lala, Konjiki no Yami es una asesina que no presenta emociones, y apareció con la misión de asesinar a Rito, ordenada por un pretendiente de Lala, Lacospo (ラコスポ Rakosupo?). Ella se encontró con Rito mientras él compraba unos taiyaki y Rito, al verla, le invita uno, y desde ese momento es su comida favorita. Ella afirma que "odia a la gente pervertida (ecchi)" (えっちぃのは嫌いです Ecchi nowa kirai desu?), Rito ha sido golpeado por ella cada vez que se cruzan, a pesar de esto tiene una cierta amistad con la hermana de este. Al parecer ella también siente algo por Rito (en un capítulo es llevada inconsciente por Rito a la clínica de la profesora Mikado, al usar en demasía sus poderes) pero por su personalidad, no lo puede demostrar. Le gusta la ropa terrestre, aunque no pueda usarla muy a menudo, debido a que puede transformar su cuerpo en cualquier cosa, destruyendo los trajes, también le gusta la lectura terrestre y en algunos capítulos se le ha visto leyendo manga. En el capítulo 158 del manga, se descubre que también posee la misma habilidad de Peke, es decir, puede cambiar su traje de batalla por ropa más casual; mientras que en capítulo 161, se descubre que tiene la habilidad de convertirse en una sirena.
Mea Kurosaki (黒咲芽亜 Kurosaki Mea?)
Seiyū: Yuka Iguchi
Exclusiva de To Love-Ru Darkness. Se presenta al inicio como una estudiante común y corriente en la escuela. Posee la misma habilidad de transformación de Yami, a quien llama Yami Onee-chan (onee-chan significa hermana mayor). Es enviada por Nemesis para hacer que Yami vuelva a ser la misma asesina de antes y ayudarla en terminar su misión: Matar a Rito. Crea un vínculo de amistad con Nana, al considerar que su habilidad de comunicarse con los animales es increíble. Debido a que To Love-Ru-Darkness aún no lleva mucho no se sabe nada de ella. Una vez, Oshizu Murasamu entró en su corazón y al parecer está interesada en Rito, porque dentro vio muchas miniaturas del mismo lamiéndole el cuerpo.
Shizu Murasame (村雨静 Murasame Shizu?)
Seiyū: Mamiko Noto
Murasame Shizu (conocida como Oshizu) es una fantasma que murió hace 400 años en la escuela antigua (Lo que técnicamente la hace el personaje más viejo de To Love Ru), es una de los amigos de Yuuki Rito y es Enfermera y Asistente en la clínica de la Dra. Mikado. Hace su aparición en el Capítulo 11 (Manga To Love Ru -Darkness) y en el Episodio 17 (Anime), Shizu es tranquila, sincera y muy pasada de moda (Esto se deja en claro en el OVA 1 en el que Shizu, en un intento de graficar a Riko lo hace en una forma muy Vintage), tiene Cinofobia (Miedo a los perros), tiene los poderes típicos de un fantasma (Volar, Atravesar cosas, Telequinesis, etc)
Riko Yuusaki (夕崎 梨子 Yūsaki Riko?)
Seiyū: Akeno Watanabe
Riko es la versión femenina de Rito Yuuki, Aparece por primera vez en el OVA 1, en el que Rito, en una explosión (Provocada por Yami) se estrella contra el Pai Pai Rocket-Kun de Lala, Pai Pai Rocket-Kun explota y se ve por primera vez a Riko, aparece múltiples veces (Porque Lala quiere, aunque solo una vez Rito se transforma con su consentimiento), Rito declara que prefiere ser chica para evitar ser atacado por Yami, evitar malentendidos de Haruna, poder dormir en la misma habitación con Lala, aunque una de sus contras es que las personas se enamoran fácil de él (Por ejemplo Saruyama, "El Director" y Lala).

## Media

### Manga

#### To Love-Ru 一Trouble一
El manga fue conceptualizado por Hasemi Saki e ilustrado por Kentaro Yabuki. El mismo fue publicado en el Weekly Shōnen Jump de editorial Shūeisha desde 24 de abril de 2006 al 20 de agosto de 2009, finalizando con un total de 18 volúmenes.

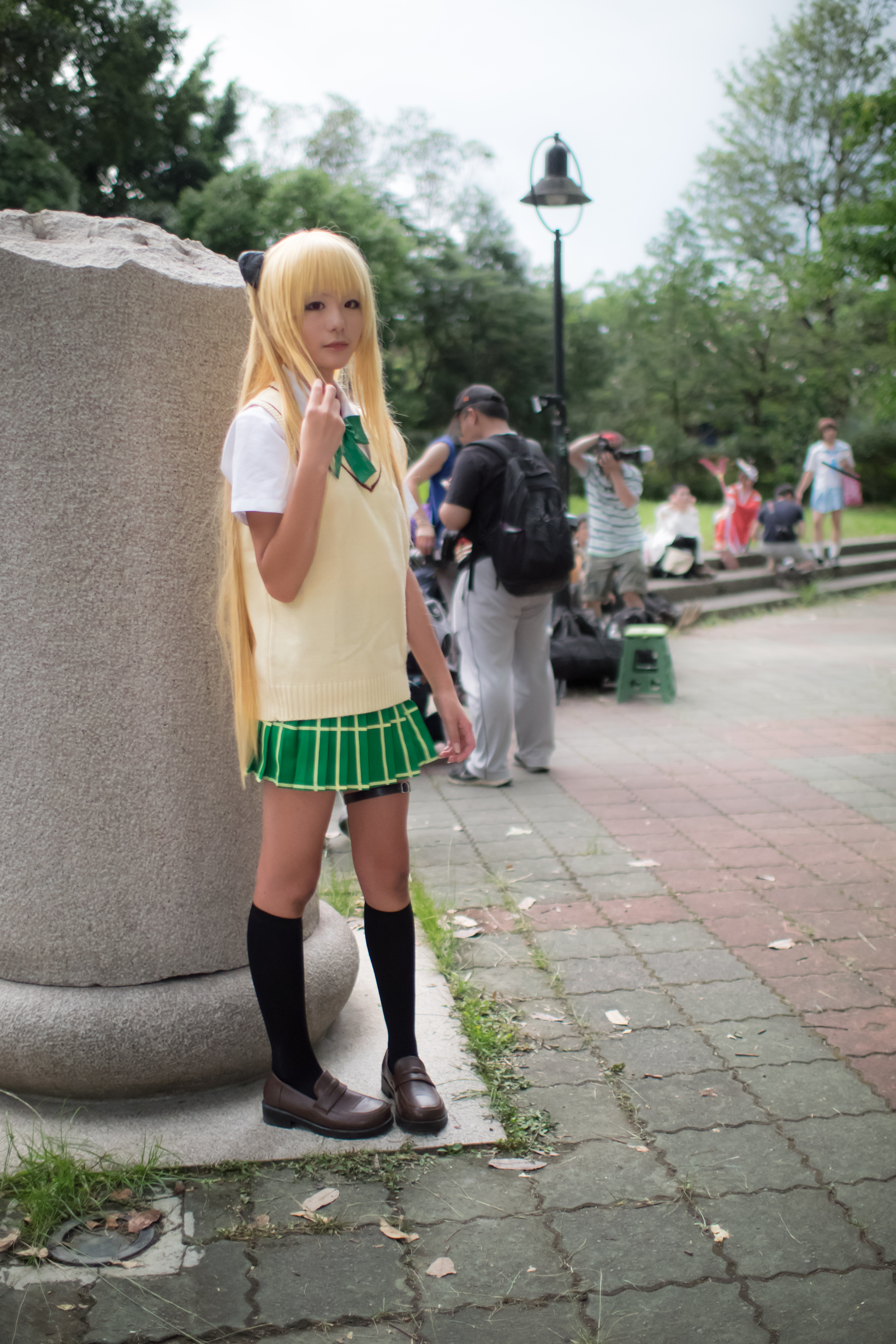
Cosplay de Yami/Eve,

| Volumen                                                                                            | ISBN                   | Fecha de publicación en Japón |
| -------------------------------------------------------------------------------------------------- | ---------------------- | ----------------------------- |
| La chica que cayó del cielo (舞い降りた少女 Maiorita shōjo?)                                       | ISBN 4-08-874278-8     | 11 de noviembre de 2006       |
| Emociones que hacen latir el corazón de un viajero (ドキドキ湯けむり旅情 Dokidoki yukemuri ryojō?) | ISBN 978-4-08-874322-6 | 2 de febrero de 2007          |
| ¡Asalto! Jardín secreto (突撃!秘密の花園 Totsugeki! Himitsu no hanazono?)                          | ISBN 978-4-08-874345-5 | 4 de abril de 2007            |
| Quiero saber más (もっと知りたい Motto shiritai?)                                                  | ISBN 978-4-08-874370-7 | 4 de junio de 2007            |
| Oscuridad Dorada (金色の闇 Konjiki no yami?)                                                       | ISBN 978-4-08-874405-6 | 3 de agosto de 2007           |
| Una vez más, desde aquí (もう一度ここから Mō ichido koko kara?)                                    | ISBN 978-4-08-874428-5 | 4 de octubre de 2007          |
| La persona que Haruna quiere (春菜の好きな人 Haruna no suki na hito?)                              | ISBN 978-4-08-874469-8 | 4 de enero de 2008            |
| Sobreviviendo al latido (ドキドキ♥サバイバル Dokidoki Sabaibaru?)                                  | ISBN 978-4-08-874488-9 | 4 de marzo de 2008            |
| Una noche intranquila (気になる夜 Kininaru yoru?)                                                  | ISBN 978-4-08-874514-5 | 2 de mayo de 2008             |
| Guerra en el baño público (お風呂場戦争 Ofuroba sensō?)                                            | ISBN 978-4-08-874543-5 | 4 de agosto de 2008           |
| Búsqueda de preguntas (とらぶるくえすと Toraburu Kuesuto?)                                         | ISBN 978-4-08-874567-1 | 4 de octubre de 2008          |
| Chico con características de doncella (乙女ちっくボーイ♡ Otome chikku BŌI♡?)                       | ISBN 978-4-08-874618-0 | 5 de enero de 2009            |

#### To Love-Ru Darkness
El 4 de octubre de 2010, se comenzó a publicar, ahora en la Jump Square, la continuación de To Love-Ru, con el nombre de To Love-Ru Darkness (To Loveる ダークネス Toraburu Daakunesu?). El mismo cuenta con 18 volúmenes. De aquí salió la primera adaptación en OVA, la cual está adaptada al prólogo (capítulo 00), que narra lo que sucedió entre el final del manga anterior y el comienzo del nuevo, las otras dos historias que adapta son sacadas del primer especial y del tercero. El cambio de revista de publicación de To Love-Ru desde el Shōnen Jump hacia el Jump Square fue debido al alto nivel de ecchi y sus censuras casi nulas.

### Anime

#### To Love-Ru

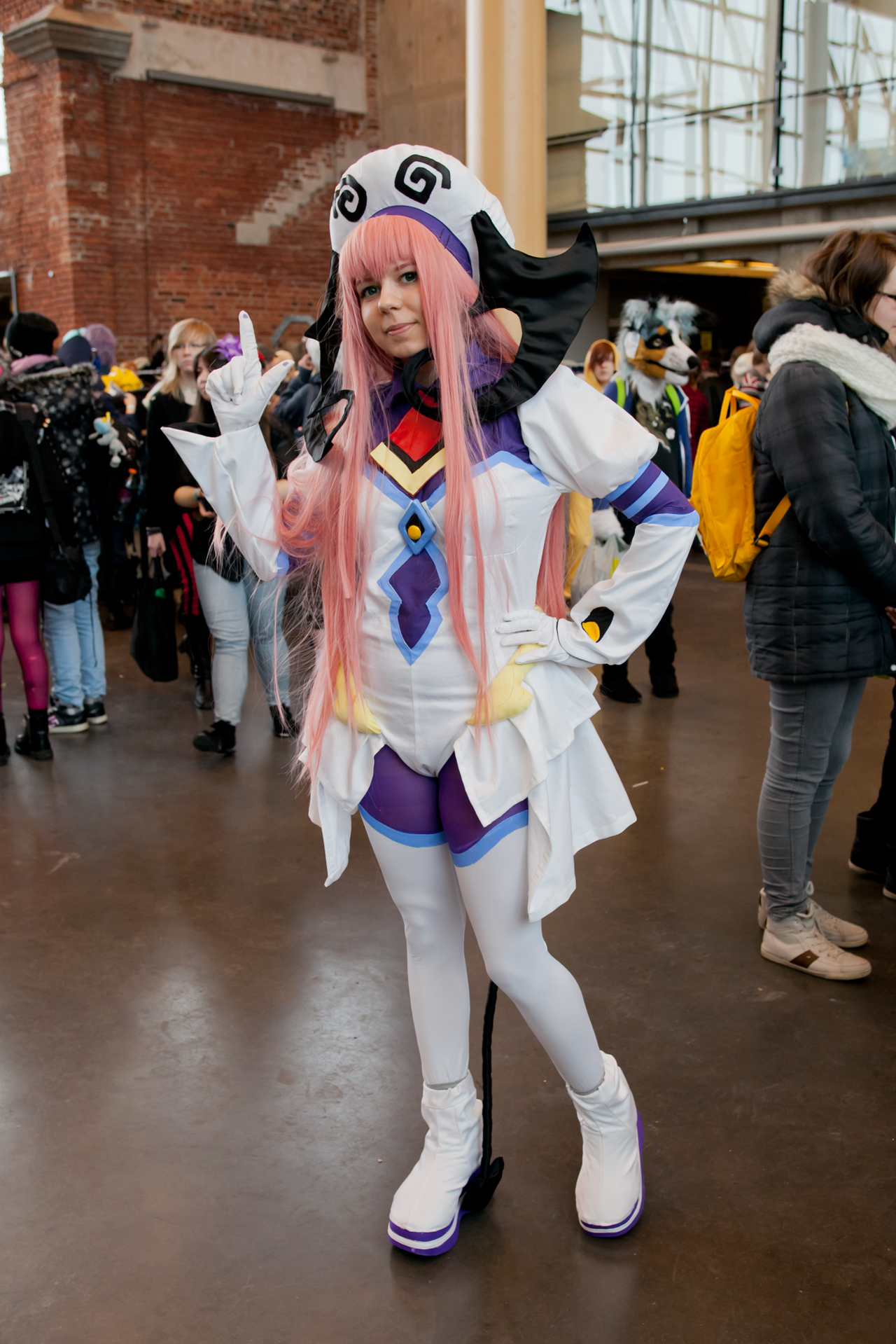
Cosplay de Lala Deviluke.

Una adaptación animada de 26 episodios fue transmitida por la cadena televisiva TBS el 3 de abril de 2008, concluyendo su emisión el 25 de septiembre del mismo año. Fue dirigida por Takao Kato, producida por Tokio Broadcasting System y animada por el estudio XEBEC. Los personajes fueron diseñados por Yūichi Oka. Los temas de apertura (Opening) y de cierre (Ending) fueron "Forever we can make it!" de THYME como tema de apertura, "Lucky Tune" de Anna como tema de cierre de los episodios 1 al 13 y "Kiss no Yukue" de Anna como tema de cierre de los episodios 14 al 26. Fue licenciado por Sentai Filmworks en Estados Unidos, por Madman Entertainment en Australia y Nueva Zelanda, y por Top-Insight International Co., Ltd. en China. Fue distribuido por Section 23 Films en Estados Unidos y por FilmConfect en Alemania.
Un OVA fue publicado el 3 de abril de 2009 con el episodio "Rito, Becomes a Woman". Un segundo OVA fue publicado el 4 de junio de 2009 con el episodio "Rito and Mikan". Un tercer OVA fue publicado el 4 de agosto de 2009 con el episodio "Welcome to the Southern Resort!!". Un cuarto OVA fue publicado el 4 de noviembre de 2009 con el episodio "Trouble Quest". Un quinto OVA fue publicado el 4 de febrero de 2010 con el episodio "Nana and Momo". Un sexto OVA fue publicado el 4 de abril de 2010 con los episodios "Draft", "Metamorphose" y "Hand & Tail". La serie se encuentra finalizada.

#### Motto To Love-Ru
Una nueva serie, secuela de To Love-Ru, fue publicada bajo el nombre Motto To Love-Ru, se transmitió a partir del 5 de octubre de 2010 contando con 12 episodios y siendo dirigida por Atsushi Oostuki (Kanokon, Ladies versus Butlers!). El diseño de personajes estuvo a cargo de Yuichi Ouka nuevamente. Una diferencia notoria con la primera temporada, fue que Motto To Love-Ru fue más fiel a la historia del manga, además del cambio de formato a 3 historias auto-conclusivas por episodio, en lugar del formato de serie que se presentaba en la precuela. La serie se encuentra finalizada.

#### To Love-Ru Darkness
Una nueva serie, secuela de Motto To Love-Ru y considerada tercera temporada de la franquicia, fue publicada bajo el nombre To Love-Ru Darkness, la cual fue publicada el 5 de octubre de 2012 a través de la cadena de televisión Tokyo MX, concluyendo con 12 episodios el 28 de diciembre de 2012. La adaptación al anime está basada en el manga To Love-Ru -Trouble- Darkness de Saki Hasemi y Kentarō Yabuki, el cual estuvo a cargo del estudio de animación XEBEC bajo la dirección de Atsushi Ootsuki, junto a Yūichi Oka como diseñador de personajes.
Una OVA fue publicada el 17 de agosto de 2012 junto con la edición limitada del volumen recopilatorio 5° del manga, el cual incluye los capítulos "Prologue", "Pollen plan" y "Body touch?". Una segunda OVA fue publicada el 19 de diciembre de 2012 junto con la edición limitada del volumen recopilatorio 6° del manga, el cual incluye los capítulos "Nostalgia", "Flower" y "The changing heart". Una tercera OVA fue publicada el 19 de agosto de 2013 junto con la edición limitada del volumen recopilatorio 8° del manga, el cual incluye el capítulo 18° del manga To Love-Ru -Trouble- Darkness y el capítulo 5° del manga To Love-Ru Darkness Bangai-hen publicado en la revista Jump SQ. 19 Magazine. Una cuarta OVA fue publicada el 4 de diciembre de 2013 junto con la edición limitada del volumen recopilatorio 9° del manga, el cual incluye el capítulo 28° del manga To Love-Ru -Trouble- Darkness y los capítulos 4° y 6° del manga To Love-Ru Darkness Bangai-hen publicado en la revista Jump SQ. 19 Magazine. Una quinta OVA fue publicada el 4 de diciembre de 2014 junto con la edición limitada del volumen recopilatorio 12° del manga, el cual incluye los capítulos "Mobile phone", "Suddenly" y "Moonlight". Una sexta OVA fue publicada el 3 de abril de 2015 junto con la edición limitada recopilatorio 13° del manga, el cual incluye los capítulos "Photography", "Technique" y "Holiday". La serie se encuentra finalizada.

#### To Love-Ru Darkness 2nd
Una segunda temporada de To Love-Ru Darkness, considerada cuarta temporada de la franquicia, fue anunciada durante el festival Jump Festa 2015, la cual consta de 14 episodios. Esta fue animada nuevamente por el estudio XEBEC, la cual, contó con todo el reparto de actores de voz (Seiyū) y Personal de la temporada anterior. Fue transmitida el 6 de julio de 2015 a través de la canal televisivo japonés, Tokio MX TV, concluyendo el 28 de octubre del mismo año.
Una OVA fue publicada el 6 de enero de 2016 como complemento del volumen 15 del manga, el cual relata los capítulos "Ghost Story" y "Clinic". Una segunda OVA fue publicada el 4 de julio de 2016 como complemento del volumen 16 del manga, el cual relata los capítulos 49 "Mother" y 50 "Charm" del mismo, donde por primera vez en la serie animada hace aparición la reina del universo Sephi Michaela Deviluke, madre de Lala. Una tercera OVA fue publicada el 2 de diciembre de 2016 como complemento del volumen 16 del manga, el cual relata los capítulos 54 "First accident?" y 55 "I think" del mismo, donde por primera vez en la serie animada hacen aparición los padres de Haruna. Una cuarta OVA fue publicada el 4 de agosto de 2017 como complemento del libro conmemorativo del décimo aniversario de la serie, el cual relata el capítulo "Multiplication".

### Novela ligera

#### To Love-Ru ~Abunai Girls Talk~
To Loveる　危ないガールズトーク (Lit. To Love-Ru ~Peligrosa Charla de Chicas~?), es una novela ligera, basada en el manga escrito por Saki Hasemi y Kentaro Yabuki, está escrita por Hikaru Wakatsuki, y dibujada por el mismo Kentaro. Esta novela fue publicada en Japón por Shūeisha en el 2009
Esta novela también fue publicada en España, por la editorial Ivrea, a partir del 25 de noviembre del 2011, después de haber sufrido varios atrasos debido a que la editorial tardó en conseguir los derechos para la portada de la novela.

#### To Love-Ru Darkness ~Little Sisters~

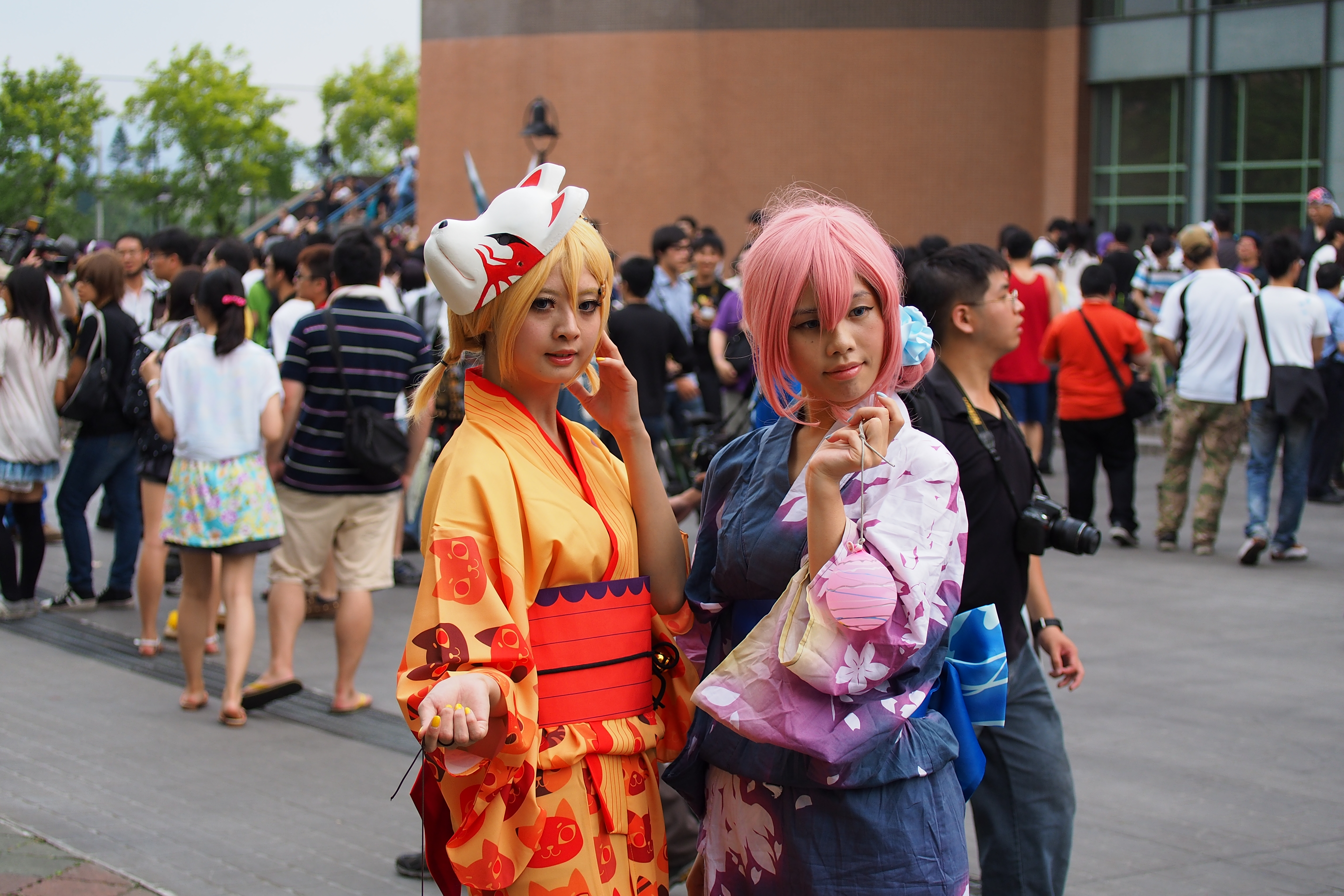
Cosplay (de izquierda a derecha) Yami y Momo Deviluke.

To Love-Ru Darkness ~Little Sisters~ (To LOVEる ダークネス: Little Sisters Lit. To Love-Ru Darkness: Hermanas menores?), es una novela que contiene 4 historias cortas sobre Nana, Momo, Yui y Mikan escritas por Hikaru Wakatsuki e ilustradas por Kentaro Yabuki.

## Recepción
El séptimo volumen del manga fue el más vendido durante su semana de lanzamiento en Japón.
En el Top 50 de ventas de mangas en el 2011, To Love-Ru Darkness quedó en el puesto n.º 43 de la lista, habiendo vendido 1,067,988 copias aproximadamente.
El sexto tomo de To Love-Ru Darkness fue el segundo más vendido durante su semana de lanzamiento en Japón, desde el 17 hasta el 23 de diciembre de 2012, habiendo vendido 178,817 copias aproximadamente solo superado por Detective Conan.